# Jade Le Guilly
Pour les articles homonymes, voir Le Guilly.
Jade Le Guilly, née le 18 juin 2002 à Nogent-sur-Marne, est une footballeuse française évoluant au poste de défenseure au Paris Saint-Germain.

## Biographie

### Carrière en club
Née à Nogent-sur-Marne, Jade Le Guilly commence le football à l'âge de huit ans à l'AS Vexin Marines, dans le Val d'Oise. Elle rejoint le Paris Saint Germain à l'âge de 12 ans.
Elle évolue d'abord avec les équipes de l'association Paris Saint-Germain puis rejoint la section U19. En 2019, elle remporte le titre de championne de France U19. Elle porte le brassard de capitaine.
Elle dispute son premier match avec les professionnelles en décembre 2020, face aux Polonaises du Gornik Leczna, en Ligue des champions. Elle remplace Ashley Lawrence à la 57e minute. Le PSG l'emporte 6-1.
Le 8 février 2021, elle signe son premier contrat professionnel avec le Paris Saint-Germain, jusqu'en juin 2024. Elle dispute un match de Division 1 lors de la saison 2020-2021. L'équipe féminine du PSG est sacrée championne de France en fin de saison.
En aout 2022, Jade Le Guilly rejoint la Real Sociedad pour une saison sous la forme d'un prêt.

### Carrière en équipe de France
Jade Le Guilly compte quatre sélections avec l'équipe de France U17, six sélections avec les U19, douze sélections avec les U20, dont 4 en coupe du monde au Costa Rica en août 2022 .
Elle a intégré la sélection nationale U23, avec quatre sélections jusqu'à présent .